# Musa Kallon
Musa Kallon (Kenema, 8 de abril de 1970) é um ex-futebolista e ex-treinador de futebol serra-leonês que atuava como meio-campista. Aposentou-se oficialmente dos gramados com a camisa do Persebaya Surabaya em 1999. Em 2003, deu início à sua carreira como treinador, treinando a Seleção Serra-Leonesa Sub-17 e outros clubes locais, aposentando-se também dessa função em 2016.

## Carreira como jogador
Iniciou a carreira com apenas 16 anos de idade, no Mighty Blackpool, jogando ainda pelo East End Lions em seu país natal. Teve passagem destacada no futebol de Camarões, atuando por Union Douala e Racing Bafoussam, além de jogar no Vanspor da Turquia e no Sportul Studențesc da Romênia.
Deixou de jogar profissionalmente na Indonésia, onde defendeu PSM Makassar, Persikota Tangerang e Persebaya Surabaya.

## Seleção Serra-Leonesa
Musa Kallon jogou na Seleção Serra-Leonesa de Futebol entre 1990 e 1998, porém o número de partidas e gols pelos Leone Stars é desconhecido. Nas eliminatórias para a Copa Africana de Nações de 1996, marcou 2 vezes na goleada por 5 a 1 sobre o Níger. No torneio continental, jogou ao lado de seu irmão mais novo, Mohamed Kallon, porém não evitou a eliminação na primeira fase.

## Carreira como treinador
Logo após encerrar a carreira, virou técnico da equipe Sub-17 de Serra Leoa, classificando o time para a Mundial Sub-17 de 2003, caindo na fase de grupos.
Na temporada 2004-05, comandou o Kallon FC, mas a relação entre ele, jogadores e Mohamed Kallon (que na época atuava no Monaco e também era o presidente da equipe) ficou desgastada, culminando com sua demissão. Em 2005, foi suspenso por 1 ano depois de interromper o jogo entre seu ex-clube e o Diamond Stars, ao colocar sua filha no meio do gramado.
Sua última experiência como técnico foi em 2016, quando foi demitido do Old Edwardians.

## Títulos

### Como jogador

#### Mighty Blackpool
- Campeonato Serra-leonês (1): 1988
- Copa de Serra-Leoa (1): 1988

#### Union Douala
- Campeonato Camaronês (1): 1990

#### Racing Bafoussam
- Campeonato Camaronês (2): 1992 e 1993

## Links
- Musa Kallon em National-Football-Teams.com